# Peter Mehringer
Peter Mehringer (Kansas, Estados Unidos, 15 de julio de 1910-27 de agosto de 1987) fue un deportista estadounidense especialista en lucha libre olímpica donde llegó a ser campeón olímpico en Los Ángeles 1932.

## Carrera deportiva
En los Juegos Olímpicos de 1932 celebrados en Los Ángeles ganó la medalla de oro en lucha libre olímpica estilo peso ligero-pesado, superando al sueco Thure Sjöstedt (plata) y al australiano Eddie Scarf (bronce).